# Bureau de poste de Prairie du Chien
Le bureau de poste de Prairie du Chien est un bureau de poste situé dans la ville de Prairie du Chien, dans l'État du Wisconsin, aux États-Unis.

## Histoire
Le bureau de poste de Prairie du Chien est le premier bureau de poste de la ville dépendant de l'administration fédérale. Avant sa construction, les services de courrier étaient assurés en plusieurs endroits par des receveurs des postes locaux. Les premiers services postaux de Prairie du Chien datent de 1823, année durant laquelle James Duane Doty est fait receveur des postes de la ville.
Sa construction date des années 1930, période de la Grande Dépression. Cette construction fait partie d'un projet de grands travaux financé par la Works Projects Administration (WPA), dans le cadre de la politique du New Deal. La ville parvient à obtenir des fonds de la Civil Works Administration (qui est remplacée en 1934 par la WPA), qui servent notamment à entreprendre la construction et la rénovation de plusieurs édifices locaux, dont la rénovation de l'hôpital de Fort Crawford ou la construction du bureau de poste.
Le bâtiment est construit en 1936. Les architectes du bâtiment sont Louis A. Simon (en) et Neal A. Melick (en), deux architectes de la WPA qui ont conçu de nombreux édifices construits durant cette période et protégés au Registre national des lieux historiques. Le bureau de poste ouvre ses portes en 1937.
L'édifice est inscrit au Registre national des lieux historiques le 24 octobre 2000. Il correspond au critère C du registre, intitulé « Design/Construction » et concernant la valeur architecturale d'un édifice. 

## Description
Sa conception architecturale est choisie parmi quatre propositions de conceptions de bureaux de poste similaires. L'architecture de la poste de Prairie du Chien est un peu plus simple dans sa conception que les trois autres, et est assez ressemblantes à quelques différences près à celle du bureau de poste de Kewaunee qui date de la même période. 
Le bâtiment est construit dans un style architectural de type architecture moderne. Construit en forme de T, il comporte un étage et son entrée fait face à la rue Beaumont. Les murs sont faits de briques beiges apparentes avec joints de couleur calcaire. Le bâtiment est assis sur des fondations en pierres de granit. 
À l'intérieur, le sol est fait de granito et de marbre, et les murs et le plafond sont en plâtre. Dans le hall d'entrée se trouve une sculpture murale de Jefferson E. Greer intitulée Discovery of Northern Waters of the Mississippi. Elle représente la découverte du Mississippi par les explorateurs français Jacques Marquette et Louis Jolliet.

## Localisation
Le bureau de poste se trouve dans la ville de Prairie du Chien, chef-lieu du comté de Crawford, dans l'État américain du Wisconsin. Il est situé au numéro 120 de la South Beaumont Road, entre l'avenue Blackhawk Ouest et la rue Wisconsin Ouest.